# ドン・マッケンジー
ドン・マッケンジー（英: Don McKenzie、1947年5月11日 - 2008年12月3日）は、アメリカ合衆国の競泳選手。
出場した1968年のメキシコシティオリンピックで、100m背泳ぎと4×100mメドレーで金メダルを獲得。また、インディアナ大学のジェイムズ・カンシルマンコーチのもと、全米大学体育協会でも1つの個人タイトルを獲得した。
1989年にフロリダ州フォートローダーデールの国際水泳殿堂入り。